# 3197 Вайсман
3197 Вайсман (3197 Weissman) — астероїд головного поясу, відкритий 1 січня 1981 року.
Тіссеранів параметр щодо Юпітера — 3,303.